# Iuliu Moldovan (silvicultor)
Iuliu Moldovan (n. 13 aprilie 1864 – d. 1 sept 1935) a fost cercetător silvic, profesor și om politic român.
Iuliu Moldovan este considerat întemeietorul silviculturii experimentale românești. Parcurile dendrologice pe care le-a creat la Mihăești și Dofteana au constituit cele mai importante „laboratoare în situ” pentru multe generații de studenți ai școlilor superioare de silvicultură din România. Este considerat inițiatorul culturii arborilor exotici în România.

## Biografie
S-a născut în 13 aprilie 1864, la Arad. A urmat școala primară și liceul în Arad. La liceu era singurul român din clasă și cel mai bun la invațătură. Studiază apoi chimia la Școala Politehnică din Budapesta, dar după un accident de laborator abandonează cursurile. Urmează cursurile de biochimie și silvicultură de la Academia din Schemnitz și apoi științele naturii la Universitatea din Budapesta. 
Alege să devină inginer silvic și în 1886 este promovat ca șef de ocol în regiunea Slovaciei. În 1892, prim ministrul Petre Carp îi propune să vină în România și să conducă ocolul silvic Rădești, denumit ulterior Mihăești.

### Realizări
În 1892 - 1900, pe când era profesor la Școala Superioară de Silvicultură de la Brănești, a creat un manual de silvicultură de 5000 de pagini, care era modern pentru acea epocă.
Iuliu Moldovan a creat în 1895, la Mihăești, primul ocol silvic de nivelul celor din Europa, decretat de Carol I ca ocol silvic model. Tot la Mihăești a creat un parc dendrologic, care va fi singura stațiune experimentală din România până în 1942, folosită deopotrivă de specialiști și de studenți. În parcul dendrologic Mihăești a făcut experiențe «in situ», direct în pădure, arătând silvicultorilor români care sunt speciile exotice care pot forma cultura în masiv pentru subzona pădurilor de gorun cu alte foioase: nucul negru, stejarul roșu american, frasinul american, etc. De asemenea a demonstrat șansele mici de succes ale culturii pinului scoțian în această zonă.
În 1902-1903 a fost consilier al Casei Grădinilor Publice ale Capitalei.
În parcul dendrologic de la Dofteana, Bacău, creat de Iuliu Moldovan în 1910, a experimentat cultura exoticelor după reguli și principii ale arhitecturii peisagistice. 
Iuliu Moldovan a reușit să demonstreze, pentru prima oară în România, că în stepa Dobrogei pot fi create păduri durabile, chiar păduri de stejar. Soluțiile date, bazate pe temeinice cunoștințe de ecologie, rămân valabile și astăzi.
La încheierea Primului Război Mondial, a fost unul dintre reprezentanții României la Conferința de Pace de la Paris. Ca șef al Direcției Silvice a Consiliului Dirigent al Ardealului, a contribuit la integrarea Transilvaniei în structurile României.

În 1922-23, ca senator de Arad, împreună cu Ministerul Agriculturii și a Domeniilor Alexandru Constantinescu, a sprijinit înființarea Facultății de Silvicultură la Școala Politehnică din București. Inițiativa și susținerea ei din partea lui Moldovan a adus la o dezbatere aprinsă în Senat între Moldovan și Constantinescu și colegul lor liberal Nicolae G. Popovici, profesor de științe silvice și fost director al Școlii Superioare de Silvicultură de la Brănești, care susținea reconstituirea învățământului silvic superior independent în mediul rural, nu la Școala Politehnică din București.

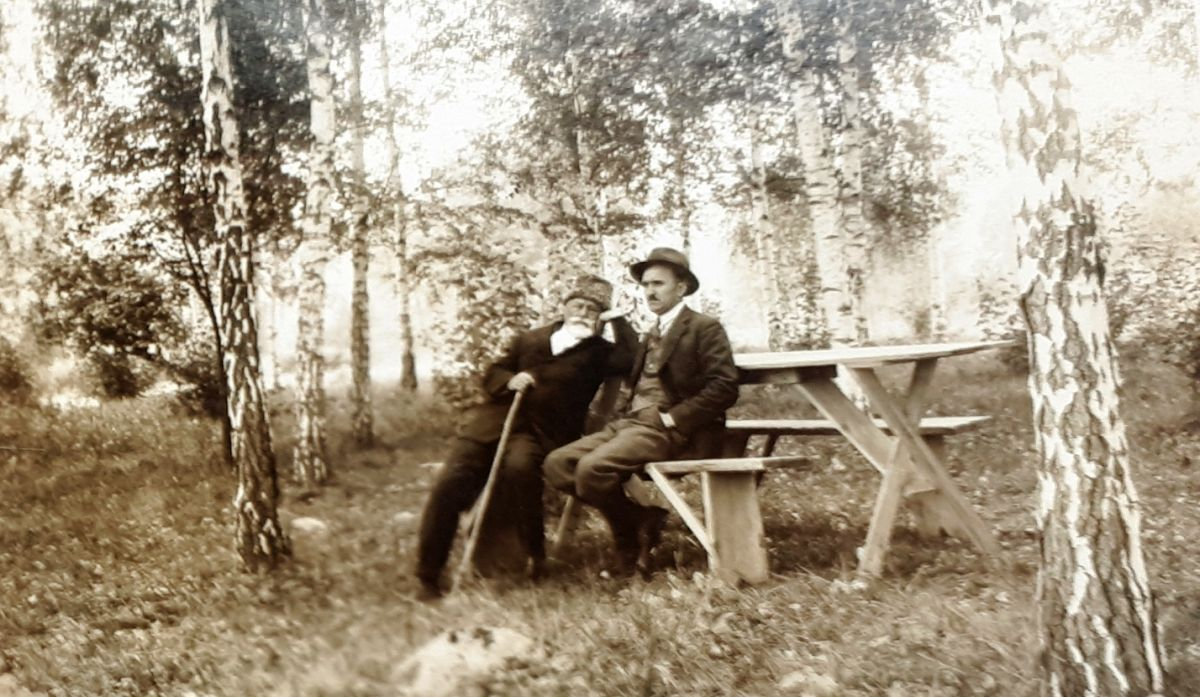
Cu Marin Rădulescu la Dofteana, 1934

### Conflictul cu autoritățile și reabilitarea
În lupta sa cu mentalitățile „balcano-asiatice”, Iuliu Moldovan a avut o atitudine critică față de colegi și superiori, care a dus în repetate rânduri la demiterea sa.  
Drumul cercetării silvice romanești a fost deschis de lucrările de pionierat ale lui Iuliu Moldovan la Mihăești și Dofteana la începutul secolului XX.
La începutul anilor 30, un grup de 14 ingineri silvici, avându-l în frunte pe Marin Drăcea, se constituie în primul institut de cercetare silvică din România. Prin intermediul revistei Viața Forestieră reușesc punerea în lumină a vieții și operei lui Iuliu Moldovan. În 1934 este ales membru de onoare al Societății Progresul Silvic. În 1935 ocolul silvic Ceala din Arad a fost redenumit ca ocolul silvic Iuliu Moldovan. La scurt timp dupa moartea silvicultorului, a fost dezvelit bustul său dn parcul Mihăești.  
Liceul Tehnologic din Arad, orașul său natal, îi poartă numele.